# Hóquei sobre patins nos Jogos Mundiais de 2009
As competições do hóquei sobre patins nos Jogos Mundiais de 2009 ocorreram entre 23 e 26 de julho no Ginásio da Universidade I-Shou. O torneio foi disputado apenas por homens.

## Quadro de medalhas
| Ordem | País           | Medalha de ouro | Medalha de prata | Medalha de bronze |   |
| ----- | -------------- | --------------- | ---------------- | ----------------- | - |
| 1     | Estados Unidos | 1               |                  |                   | 1 |
| 2     | França         |                 | 1                |                   | 1 |
| 3     | Chéquia        |                 |                  | 1                 | 1 |
| TOTAL | TOTAL          | 1               | 1                | 1                 | 3 |

## Medalhistas
|  | Estados Unidos |  | França |  | Chéquia |
|  | Eric Keene Brandon Barnette Peter Messina Jonathan Mosenson Michael Urbano Dustin Roux Joshua Laricchia Keith Diprima Gregory Thompson Chris Connole Travis Fudge |  | Julien Thomas Karl Gabillet Vincent Charbonneau Jeremy Lapresa Jean-François Ladonne Renaud Crignier Jimi Lefranc Romain Horrut Orlando Cudicio Alexis Gomane Terry Lefranc Geoffroy Tijou Hugo Rebuffet Benoit Ladonne |  | Petr Hrachovina Petr Vesely Petr Sinagl Jan Besser David Balazs Pavel Strycek Ales Zacha Ladislav Vlcek Martin Tvrznik Tomas Ulrich Jiri Novotny Pavel Zavrtalek Martin Altrichter |

## Resultados
| Pos. | Equipe         | J | V | E | D | Pts. |
| ---- | -------------- | - | - | - | - | ---- |
| 1    | Estados Unidos | 5 | 5 | 0 | 0 | 11   |
| 2    | França         | 5 | 3 | 1 | 1 | 7    |
| 3    | Chéquia        | 5 | 3 | 0 | 2 | 6    |
| 4    | Suíça          | 5 | 2 | 0 | 3 | 4    |
| 5    | Itália         | 5 | 1 | 1 | 3 | 3    |
| 6    | Taipé Chinesa  | 5 | 0 | 0 | 5 | 0    |

Todos os horários seguem a hora oficial de Taiwan (UTC+8)
| Horário     | Jogo           | Jogo | Jogo           |
| ----------- | -------------- | ---- | -------------- |
| 23 de julho |                |      |                |
| 13:00       | Chéquia        | 5-2  | Suíça          |
| 15:30       | Itália         | 3-3  | França         |
| 18:00       | Estados Unidos | 7-0  | Taipé Chinesa  |
| 20:30       | Suíça          | 1-3  | França         |
| 24 de julho |                |      |                |
| 09:00       | Taipé Chinesa  | 0-4  | Itália         |
| 11:30       | Chéquia        | 1-2  | Estados Unidos |
| 15:00       | França         | 8-0  | Taipé Chinesa  |
| 17:30       | Estados Unidos | 6-5  | Suíça          |

| Horário     | Jogo           | Jogo | Jogo            |
| ----------- | -------------- | ---- | --------------- |
| 25 de julho |                |      |                 |
| 09:00       | Itália         | 1-3  | República Checa |
| 11:30       | Taipé Chinesa  | 1-9  | Suíça           |
| 14:00       | Estados Unidos | 5-2  | Itália          |
| 16:30       | França         | 4-1  | República Checa |
| 26 de julho |                |      |                 |
| 10:30       | Suíça          | 6-1  | Itália          |
| 11:00       | Chéquia        | 8-1  | Taipé Chinesa   |
| 15:30       | Estados Unidos | 5-1  | França          |